# Bráz Lajos
Bráz Lajos (Rudabánya, 1920. február 16. – Sopron, 1944. november 4.) magyar bányász, partizán.

## Élete
Rudabányai munkáscsaládba született. Az elemi iskola elvégzése után a helyi vasércbányánál lakatos szakmát tanult, majd bányalakatosként dolgozott. 1941-ben hívták be katonának, majd a 19. tábori tüzérosztály őrvezetőjeként a keleti frontra vezényelték. 1943 januárjában szovjet hadifogságba esett és a krasznogorszki táborba került. Hadifogságának időszakában Rovnóban partizán kiképzésben vett részt. Ezt követően került Szőnyi Márton tizenhárom tagú ejtőernyős partizáncsoportjába, amelyet 1944 augusztusában a Bükkben dobtak le. Bráz Lajos kiválasztásánál fontos szempont volt az, hogy alapos helyismerettel rendelkezett.
A földet érést követően a csoport többször is tűzharcba keveredett a nagyszámú magyar fegyveres erőkkel, amely következtében az egység szétszóródott. Egy héttagú csoport Bráz Lajos parancsnoksága alatt pár napig még a környéken maradt, majd Bráz és egy társa, Molnár István elszakadt a többiektől. A két partizán ekkor Rudabányára ment, ahol Bráz Lajos szüleinek házában bújt el. A szülők az enyhe büntetés reményében rávették őket, hogy önként jelentkezzenek a helyi csendőrségen, illetve a rudabányai katonai parancsnokságon, amit ők meg is tettek.
Az elfogottakat Miskolcra, a huszárlaktanyába szállították. Szeptember elején más partizán társaikkal együtt esküszegés, hűtlenség, hazaárulás, a fennálló rend elleni fegyveres támadás címén hadbíróság elé állították, de ítélethirdetés helyett Sopronba, a sopronkőhidai börtönbe szállították őket. 1944. november 4-én itt ítélkeztek felettük. Bráz Lajost három másik társával együtt még aznap agyonlőtték.

## Emlékezete
- Az Északmagyarországi Vegyiművek KISZ-alapszervezetét Bráz Lajosról nevezték el.[8]

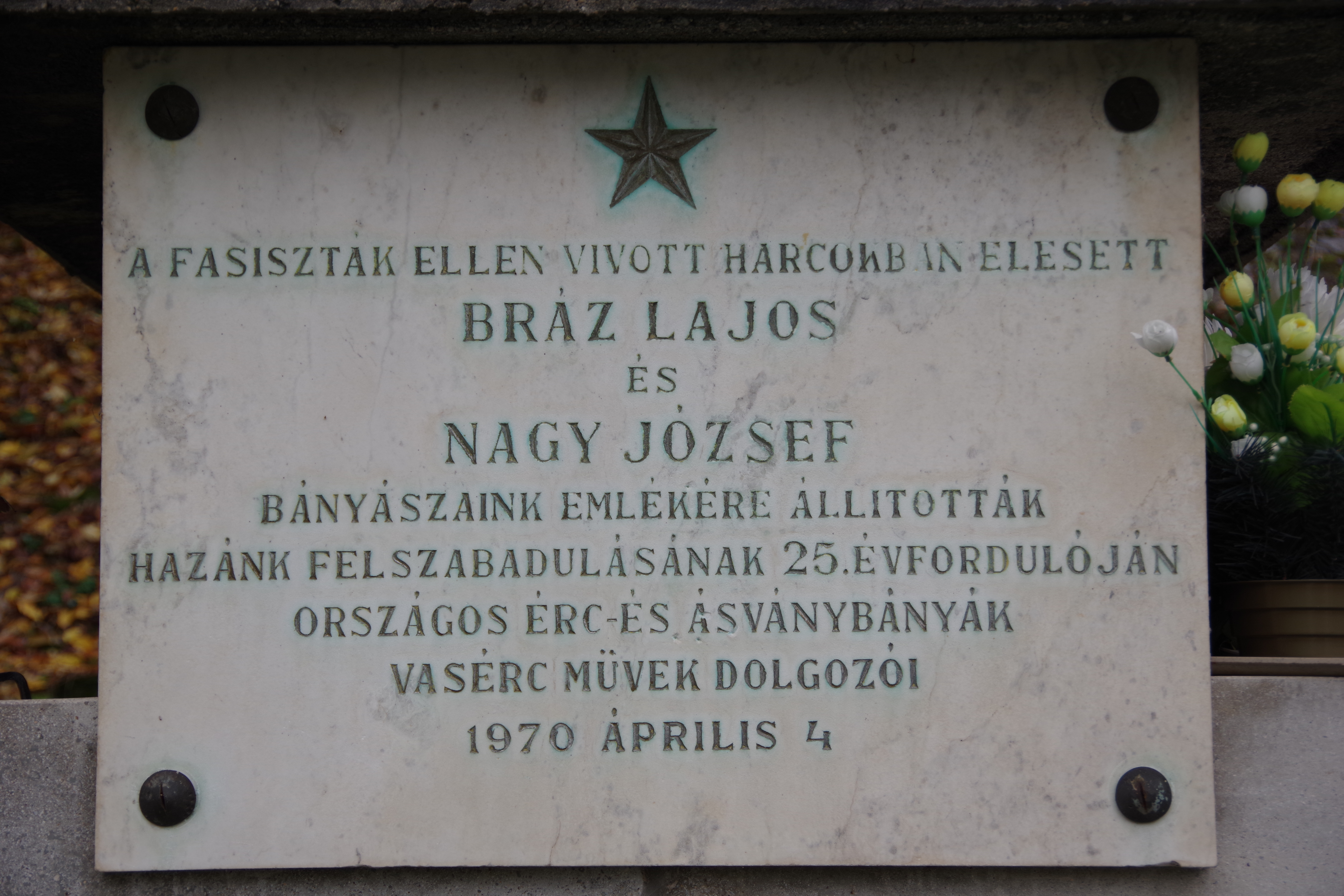
Bráz Lajos és Nagy József emléktáblája Rudabányán

- Bráz Lajos és Nagy József emléktáblája RudabányánEmlékére Rudabányán a művelődési ház homlokzatán található, nagyméretű dombormű alatt márványtáblát helyeztek el. Az emléktáblát az Országos Érc- és Ásványbányák Vasérc Művek dolgozói állították, 1970. április 4-én avatták fel. A  rendszerváltoztatás után a táblát a községi temető szélén található beton urnafal oldalára helyezték át. A tábla felirata: A FASIZMUS ELLEN VÍVOTT HARCBAN ELESETT BRÁZ LAJOS ÉS NAGY JÓZSEF BÁNYÁSZAINK EMLÉKÉRE ÁLLÍTOTTÁK HAZÁNK FELSZABADULÁSÁNAK 25. ÉVFORDULÓJÁN / ORSZÁGOS ÉRC- ÉS ÁSVÁNYBÁNYÁK VASÉRC MŰVEK DOLGOZÓI / 1970. ÁPRILIS 4.[9][10]
- Neve megtalálható a rudabányai háborús áldozatokat felsoroló, a római katolikus templom oldalán található márványtáblán is.